# إدوارد مارتين
إدوارد مارتين (بالإنجليزية: Edward Martyn)‏ هو كاتب وسياسي أيرلندي، ولد في 31 يناير 1859 في جمهورية أيرلندا، وتوفي في 5 ديسمبر 1923 في جمهورية أيرلندا.

## روابط خارجية
- إدوارد مارتين على موقع الموسوعة البريطانية (الإنجليزية)
- إدوارد مارتين على موقع قاعدة بيانات برودواي على الإنترنت (الإنجليزية)